# Ladislav Zavrtálek
Ladislav Zavrtálek (* 4. dubna 1956, Gottwaldov) je bývalý český hokejový obránce.

## Hokejová kariéra
V československé lize hrál za TJ Gottwaldov. Odehrál 6 ligových sezón, nastoupil ve 169 ligových utkáních, dal 8 gólů a měl 11 asistencí. V nižších soutěžích hrál i za TJ Baník ČSA Karviná.

## Klubové statistiky
| 1975/1976 | TJ Gottwaldov        | 2. liga | -  | - | - | - | -  |
| 1976/1977 | TJ Gottwaldov        | 1. liga | 12 | 0 | 0 | 0 | -  |
| 1979/1980 | TJ Gottwaldov        | 2. liga | -  | 3 | - | - | -  |
| 1980/1981 | TJ Gottwaldov        | 1. liga | 38 | 0 | 1 | 1 | 30 |
| 1981/1982 | TJ Gottwaldov        | 1. liga | 38 | 4 | 2 | 6 | -  |
| 1982/1983 | TJ Gottwaldov        | 1. liga | 38 | 2 | 6 | 8 | 36 |
| 1983/1984 | TJ Gottwaldov        | 1. liga | 41 | 2 | 2 | 4 | 26 |
| 1984/1985 | TJ Gottwaldov        | 1. liga | 2  | 0 | 0 | 0 | 0  |
| 1985/1986 | TJ Baník ČSA Karviná | 2. liga | -  | - | - | - | -  |